# أل ويلسون (موسيقي)
أل ويلسون (بالإنجليزية: Al Wilson)‏ هو موسيقي ومغني أمريكي، ولد في 19 يونيو 1939 في ميريديان في الولايات المتحدة، وتوفي في 21 أبريل 2008 في فونتانا في الولايات المتحدة بسبب قصور كلوي.

## وصلات خارجية
- أل ويلسون على موقع IMDb (الإنجليزية)
- أل ويلسون على موقع ميوزك برينز (الإنجليزية)
- أل ويلسون على موقع أول ميوزيك (الإنجليزية)
- أل ويلسون على موقع ديسكوغز (الإنجليزية)
- أل ويلسون على موقع قاعدة بيانات الفيلم (الإنجليزية)